# کمدی جسمانی

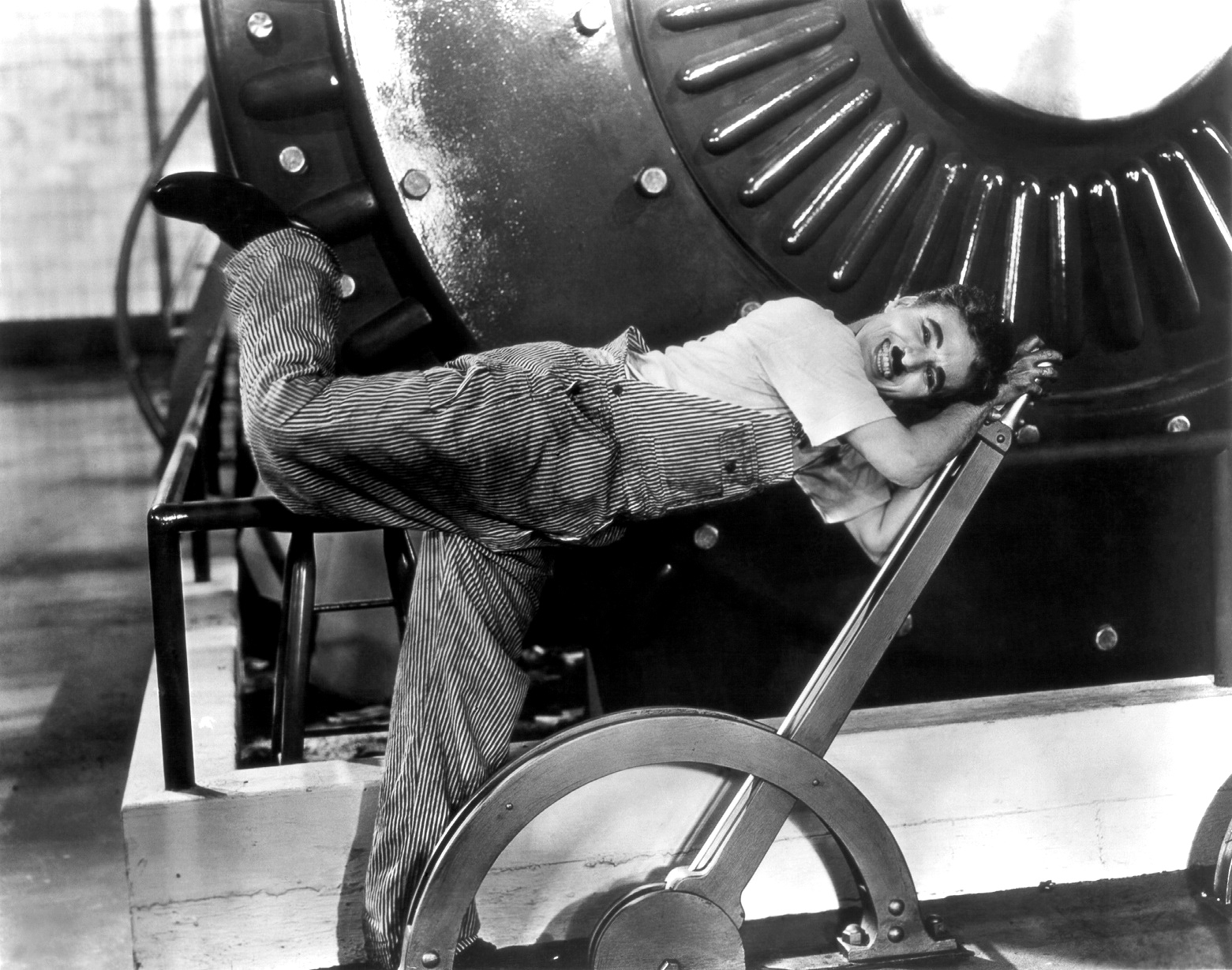
نمونه‌ای از کمدی جسمانی در فیلم عصر جدید چارلی چاپلین که در آن چاپلین با اهرم‌های کنترل کارخانه کشتی می‌گیرد

کمدی جسمانی یا کمدی فیزیکی گونه‌ای از کمدی است که بر بکارگیری بدن برای ایجاد حالتی خنده‌دار متمرکز است. کمدی جسمانی می‌تواند شامل اسلپ‌استیک، دلقک‌بازی، ادابازی شیرین‌کاری‌های جسمی یا شکلک‌های مضحک چهره باشد.
کمدی جسمانی به‌عنوان بخشی از کمدیا دلآرته آغاز شد.